# Unica
Unica je slovenska reka ponikalnica, ki nastaja s sotočjem reke Pivke in Raka v Planinski jami. Njuna združitev predstavlja največje sotočje podzemnih rek v Evropi. Nadzemni tok Unice je dolg okrog 10 km. Teče v smeri od juga proti severu po Planinskem polju.

## Izviri in pritoki
Glavni izvir Unice se nahaja v zatrepni dolini na jugozahodu Planinskega polja pod strmo steno z vhodom v Planinsko jamo. Ima povprečni letni pretok 24 m³/s (minimum 0,3 m³/s, maksimum 100 m³/s). Po 1,5 km se glavnemu toku iz velike zatrepne doline ob zaselku Malni pridružita dva pritoka. Malenščica privre izpod skalne stene in je močan kraški obrh. Ta izvir dobiva vodo iz Raka, poleti pa delno tudi iz Javorniškega toka. Drugi pritok Škratovka priteka iz izvirov pri ruševinah gradu Haasberg. Ta dobiva vodo iz Cerkniškega jezera in bruha le ob visokih vodah. V Malnih privrejo na dan vode, ki se med cerkniškim in pivškim krakom Ljubljanice zbirajo pod Javorniki, zato so izdaten vir pitne vode.
Pod Grčarevcem na severozahodni strani polja izvirajo ob višjih vodah tudi vode iz Hrušice in Hotenjskega podolja, ki se združijo v Unici. Ta vijuga po polju ter ponika ob severovzodnem robu polja.

## Ponori
Ob višjih vodah ponika v okrog 150 požiralnikih. Največ vode odteka v ponore Pod Stenami na severnem robu polja in po približno 10 km dolgih podzemnih poteh ponovno pridejo na dan v izvirih Ljubljanice.

### Požiralniki Pod stenami
Požiralnikov je več, vendar po velikosti izstopata dva (katavatrona), ki so ju leta 1889 obzidali in prekrili z mrežo. Poimenovali so ju Putickove štirne, po vodji melioracijskih del in raziskovalcu Ljubljanice Viljemu Puticku. V steno za požiralnikoma je vzidana plošča, ki so ju postavili ob zaključku del. Ponora sta danes tehnični spomenik in še vedno služita svojemu namenu, saj preprečujeta zatrpavanje požiralnikov.

### Milavčevi ključi
Voda ponika tudi v pasu krednih apnencev na robu Planinskega polja jugovzhodno od Laz v  Milavčevih ključih. To so meandri na jugovzhodnem delu polja. V prepustnejših plasteh se v notranjost izgubi več kot tretjina reke.

## Poplavljanje
Unica večkrat na leto poplavi Planinsko polje. Za preprečevanje poplav so na več mestih spremenili potek struge Unice, ob robu polja očistili, razširili in obzidali veliko požiralnikov. Največ del je bilo opravljenih pod vodstvom Viljema Puticka. Zamisel o akumulaciji vode na polju za hidroelektrarno ni bila nikoli uresničena. Minimalni dotok vode na polje je okrog 1,5 m³/s, srednji 23 m³/s, maksimalni je ocenjen na 100–120 m³/s, ponori pa lahko odvajajo le okrog 60 m³/s. Poplave trajajo do dva meseca na leto, voda naraste ponekod do 10 m, količina poplavne vode pa je okrog 40 milijonov m³. Najpogostejši ribji vrsti v reki sta lipan in postrv.